# Potreritos (paroisse civile)
Pour les articles homonymes, voir Potreritos.
Potreritos est l'une des cinq paroisses civiles de la municipalité de La Cañada de Urdaneta dans l'État de Zulia au Venezuela. Sa capitale est Potreritos.